# Magnus Maximus
Magnus Maximus (ca. 335 – 28 august 388), cunoscut, de asemenea, ca Maximianus și Macsen Wledig în Țara Galilor, a fost un uzurpator hispano-roman și co-împărat al Imperiului roman din 383 până la moartea sa, în 388, din ordinul împăratului Teodosie I. Înfrânt la Lupta de pe râul Sava de Teodosie, așa ceva a marcat sfârșitul activității imperiale reale din nordul Galiei și din Marea Britanie. 

### Rolul lui în istoria romano-britanilor
Urcarea la tron a lui Maximus, din 383, a coincis cu ultimele dovezi clare ale prezenței militare romane din Țara Galilor, la apus de Munții Penini și la fortăreața din Deva Victrix (azi, Chester). Au fost găsite monezi de după 383, în urma săpăturilor arheologice efectuate de-a lungul Zidului lui Hadrian, sugerându-se că au mai fost acolo câteva trupe romane. În De Excidio et Conquestu Britanniae ("Despre stricăciunea și cucerirea Britaniei"), carte scrisă pe la 540, Gildas ne zice că Maximus "a golit" Britania romană nu numai de armatele ei romane, dar și de "milițiile... de guvernatorii ei și de tineretul ei strălucit", ei nemaiîntorcându-se. 
După ce și-a retras soldații și înalții funcționari publici și planificând să-și continue domnia peste Britania romană, intenția lui a fost să transfere autoritatea locală șefilor locali. Legende galeze afirmă că chiar așa s-a petrecut, cu povești ca Breuddwyd Macsen Wledig ("Visul împăratului Maximus"), în care nu numai că s-a însurat cu o britană frumoasă (în felul acesta, crearea de descendenți britanici e probabilă), dar îi și dă tatălui ei autoritate asupra Britaniei romane (astfel, transferând, formal, autoritatea de la Roma înapoi britanilor).
Cea mai timpurie genealogie galeză îi dă lui Maximus (cunoscut ca Macsen/Maxen Wledig ori împăratul Maximus) rolul de fondator de căpătâi al dinastiilor mai multor regate galeze medievale, între care Powys și Gwent. Mai e declarat strămoșul unui rege galez de pe Stâlpul de la Eliseg, ridicat aproximativ la 500 de ani după ce-a plecat din Marea Britanie, și e regăsit în lista Celor Cincisprezece Triburi ale Țării Galilor.  
După ce-a devenit co-împărat în partea apuseană a imperiului, Maximus s-a întors în Marea Britanie să se bată cu picții și cu scoții (irlandezii antici), probabil pentru a sprijini pe aliații de încredere ai Romei: Damnonii, Votadini și Novantae (toți fiind din Scoția de azi). Chiar dacă e posibil ca el să fi încheiat înțelegeri similare pentru tranferarea de putere șefilor locali, conducătorii de mai târziu din Galloway (patria tribului Novantae) au declarat pe Maximus întemeietorul dinastiei lor, la fel cum au procedat regii galezi. 
Istoricii moderni consideră, în baza dovezilor arheologice și a tradițiilor bretone, că Maximus a mutat foarte multe cohorte romano-britane în Bretania. 
Armorica și-a proclamat independența de Imperiul roman de Apus în 407 d.C., dar a trimis mulți arcași, să-l ajute pe Aetius să se apere de Attila; și regele ei, Riothamus, a fost amintit în documente de epocă ca aliat al Romei împotriva goților. În ciuda utilizării îndelungate de limbi celtice și a cotropirilor venite de la franci și vikingi, Armorica a păstrat coeziune culturală considerabilă, până în sec. al XIII-lea. 
Maximus a mai întemeiat o bază militară în ținuturile lui natale din Gallaecia (azi, Galicia), care și-au păstrat caracterul cultural, în ciuda stăpânirii suevilor ce a survenit la 409.  
Aetius a trimis foarte mulți alani la Armorica și Galicia, după ce l-a bătut pe Attila, în Lupta de pe Câmpiile Catalaunice. Alanii au fost asimilați repede de comunităților locale celtice, aducând cu ei, de exemplu, legendele lor, care au îmbelșugat ciclul de romane cavalerești arthuriene.